# Asser (geslacht)
Asser (ook: Nijhoff Asser) is een uit Duitsland afkomstig geslacht. De telgen hiervan vestigden zich vanaf de 17e eeuw in Amsterdam en brachten onder meer verscheidene bekende juristen voort.

## Geschiedenis
De stamreeks begint met Calman Nathan, geboren omstreeks 1638, die koopman werd op de Vlooienmarkt in Amsterdam. Hij trouwde in 1669 met Marian Ass(ch)er(s) waarna nageslacht als familienaam Asser aannam.
De familie werd in 1963 opgenomen in het Nederland's Patriciaat.

## Enkele telgen
- Salomon Asser (omstreeks 1731-1796), diamantklover, makelaar in koffie
  -  Mozes Salomon Asser (1754-1826), cacaohandelaar en procureur, rechtsgeleerde en politicus
    -  Mr. Carel Asser (1780-1836), lid en secretaris van de Commissie van redactie Nationale Wetgeving
      -  Mr. Lodewijk Asser (1802-1850), rechter, lid van provinciale staten van Zuid-Holland; trouwde in 1831 met zijn nicht Anna Gratie Marianne Asser (1807-1893), schrijfster
        -  Johanna Ernestina Asser (1839-1917); trouwde in 1864 met prof. mr. Tobias Michel Karel Asser (1838-1913), rechtsgeleerde
        -  Prof. mr. Carel Asser (1843-1898), rechtsgeleerde, hoogleraar aan de Universiteit Leiden en naamgever van de Asser-serie

    -  Mr. Tobias Asser (1783-1847), procureur
      -  Anna Gratie Marianne Asser (1807-1893), schrijfster; trouwde in 1831 met haar neef mr. Lodewijk Asser (1802-1850)
      -  Mr. Eduard Isaac Asser (1809-1894), advocaat, voorzitter van de Spaarbank voor de stad Amsterdam, lid van provinciale staten van Noord-Holland, fotograaf
        -  Lodewijk Eduard Asser (1849-1895), ingenieur
          -  Mr. Paul Alexander Asser (1891-1977), journalist

      -  Mr. Carel Daniël Asser (1813-1890), lid van de gemeenteraad van Amsterdam, raadsheer in de Hoge Raad der Nederlanden; trouwde in 1837 met Rosette Godefroi, zuster van Michel Henry Godefroi
        -  Prof. mr. Tobias Michel Carel Asser (1838-1913), rechtsgeleerde, winnaar van de Nobelprijs voor de Vrede in 1911; trouwde in 1864 met Johanna Ernestina Asser (1839-1917)
          -  mr. Carel Daniël Asser (1866-1939), advocaat en grondlegger van wat het kantoor NautaDutilh zou worden; trouwde in 1899 met Wilhelmina Thorbecke (1877-1971), dochter van Willem Thorbecke (1843–1917), landsadvocaat en zoon van Johan Rudolph Thorbecke
            -  Johan Rudolf Asser (1907-2009)
              -  Prof. mr. Willem Daniël Hendrik Asser (1945), hoogleraar en raadsheer in de Hoge Raad der Nederlanden

            -  Adelheid Henriëtte Marie Asser (1910-2009); trouwde in 1931 met  Andrew Christopher Ferrier (1903-1971), landeconoom in Engeland
              -  Adelheid Ferrier (1932), schijfster; trouwde in 1956 met Johannes Maurits graaf van Limburg Stirum (1916-1978), telg uit het geslacht Van Limburg Stirum en in 1982 met Hendrik Jan van Beuningen (1920-2015), telg uit het geslacht Van Beuningen

          -  Mr. Hendrik Lodewijk Asser (1867-1901), rechter
            -  Mr. Hendrik Tobias Asser (1894-1965), directeur N.V. Nederlandse Lloyd; trouwde in 1923 met Maria Nijhoff (1897-1949)
              -  Paul Nijhoff Asser (1928-2014), uitgever, verkreeg bij Koninklijk Besluit van 9 mei 1949 naamswijziging tot Nijhoff Asser
                -  Elizabet Nijhoff Asser (1956), boek- en papierrestaurator

Geslachten die opgenomen zijn in het sinds 1910 verschijnende genealogische naslagwerk Nederland's Patriciaat. Lijst volgens opgave van het CBG Centrum voor familiegeschiedenis.
A · B · C · D · E · F · G · H · I · J · K · L · M · N · O · P · Q · R · S · T · U · V · W · Y · Z